# Luk Van Nieuwenhuysen
Luc José Arnold Van Nieuwenhuysen, né le 16 juillet 1952 à Schaerbeek, est un homme politique belge flamand membre du Vlaams Belang.
Il est diplômé en commerce.

## Fonctions politiques
- vice-président du Vlaams Blok (2001 - 2004)
- président du conseil de parti du Vlaams Blok (1996-2004)
- président du conseil de parti du Vlaams Belang (2004 - )
- vice-président du Vlaams Belang (2004 - )
- conseiller communal à Bornem (2001-)
- membre du conseil de police de Bornem (2007-)
- membre du Conseil flamand (1992-1995)
- député au Parlement flamand:
  - depuis le 13 juin 1995 au 6 juin 2009